# European Pharmaceutical Students’ Association
European Pharmaceutical Students’ Association (EPSA, dt. Verband Europäischer Pharmaziestudierender) ist eine gemeinnützige Nichtregierungsorganisation ohne politische oder religiöse Ausrichtung. Dem Verband gehören 41 nationale Verbände aus 33 europäischen Ländern an, die etwa 120.000 Pharmaziestudierende vertreten. Der Hauptsitz von EPSA befindet sich in Brüssel in der Bürozentrale des europäischen Apothekerverbandes PGEU. Vor der Zeit in Brüssel war die EPSA-Zentrale in Leiden in den Niederlanden.

## Geschichte
1978 lud der Verband französischer Pharmaziestudierender (ANEPF) Pharmaziestudierende aus anderen europäischen Ländern zu seinem jährlichen Kongress in Nancy ein. Grund für diese Einladung war, eine Diskussion über den Fortschritt der Europäischen Gemeinschaft in der gegenseitigen Anerkennung von Hochschulabschlüssen anzuregen und einen grundsätzlichen Vergleich des Pharmaziestudiums in verschiedenen Ländern anzustellen. Die Diskussion stellte sich als schwieriger als vermutet heraus, und alle Teilnehmer kamen überein, dass weitere Gespräche erforderlich sind. Aus diesem Grund wurde dem Internationalen Verband Pharmaziestudierender (IPSF) der Vorschlag unterbreitet, ein europäisches Subkomitee (ESC European Sub-Committee) zu diesem Zweck einzurichten. Später in diesem Jahr wurde beim Jährlichen IPSF-Kongress in Edinburgh, Vereinigtes Königreich, diesem Vorschlag nachgegeben.
Im Jahr 1982 wurde das Subkomitee unabhängig, änderte seinen Namen in European Pharmaceutical Students’ Committee und wurde beim Tribunal von Illkirch in Frankreich offiziell registriert. Hauptzweck des neu gegründeten Verbandes war es, an der gegenseitigen Anerkennung von Hochschulqualifikationen in der Pharmazie in Europa zu arbeiten, um dadurch die soziale Mobilität von Pharmazeuten zu erleichtern und zu fördern.
Den bestehenden Namen erhielt EPSA zehn Jahre nach der erreichten Eigenständigkeit beim 15. jährlichen Kongress
in Helsinki, Finnland; beim 16. Jahreskongress in Tübingen, Deutschland wurde der Name dann offiziell.

## Struktur

### Generalversammlung
Gemäß Satzung und Geschäftsordnung ist das höchste Entscheidungsorgan die Generalversammlung. Sie wird zweimal im Jahr einberufen, zum einen während des jährlichen Kongresses im April, zum anderen während der Herbstversammlung im Oktober. Dies ermöglicht reibungslose Abläufe innerhalb des Verbandes, während gleichzeitig wichtige Entscheidungen inklusive Änderungen in Satzung oder Geschäftsordnung vorgenommen werden können. Die Mitglieder von EPSA haben das Recht, in jeder Abstimmung des Verbandes zu votieren. Um dieses Recht wahrnehmen zu können, müssen die Mitglieder zu jeder Generalversammlung die Rechenschaftsberichte ihrer EPSA-Kontaktperson vorlegen und ihre Mitgliedsbeiträge zahlen.

### Parlamentarischer Rat
Der Parlamentarische Rat ist die überwachende Autorität des Verbandes, die garantiert, dass alle Entscheidungen nach den erforderlichen Richtlinien getroffen werden, und im Zweifelsfall interveniert. Der Rat setzt sich aus drei Mitgliedern zusammen, von denen eines als Parlamentarier gewählt wird. Jedes Mitglied soll aus einem anderen Mitgliedsland kommen.

### Ämter

#### Vorstand
Der Vorstand regelt sämtliche Angelegenheiten des Verbandes und kooperiert mit den einzelnen Mitgliedern.
Das European Sub-Committee (ESC) begann mit nur einem Vorstandsmitglied, dem Präsidenten, aber mit zunehmendem Arbeitsaufwand wuchs der Bedarf an zusätzlichen Vorstandsmitgliedern. Auf dem ESC-Kongress von 1982 wurde zum ersten Mal ein Vorstand gewählt; bis 1998 wurde dieser Vorstand – bestehend aus dem Präsidenten, dem Vizepräsidenten, dem Generalsekretär und dem Schatzmeister – auf dem Kongress gewählt, während der Rest des Vorstandes lediglich zusätzlich ernannt wurde. Seit 1998 wird der gesamte Vorstand beim Kongress gewählt und in seiner Arbeit von verschiedenen Subkomitees unterstützt.
Später wurde der Vorstand um die Ämter des „Sponsorship Officers“ und des „EU Officers“ erweitert. Aufgabe des Sponsorship Officers ist es, EPSA durch Partnerschaften mit verschiedenen Firmen und Organisationen zu einem stabilen Kapital zu verhelfen, während der EU Officer dafür Sorge zu tragen hat, dass EPSA als Stimme der europäischen Pharmaziestudierenden anerkannt wird und zu einem einflussreichen Mitwirkenden auf EU-politischer Ebene wird.
Im Bemühen, die Vorstandsarbeit zu optimieren, wurden zudem weitere Ämter geschaffen und fünf Vizepräsidentenämter eingerichtet. Der aktuelle Vorstand setzt sich aus neun Mitgliedern zusammen, sieben davon gewählt und zwei ernannt:
- Präsident
- Vizepräsident für Bildung
- Generalsekretär
- Schatzmeister
- Vizepräsident für Inneres
- Vizepräsident für Mobilität
- Vizepräsident für Äußeres

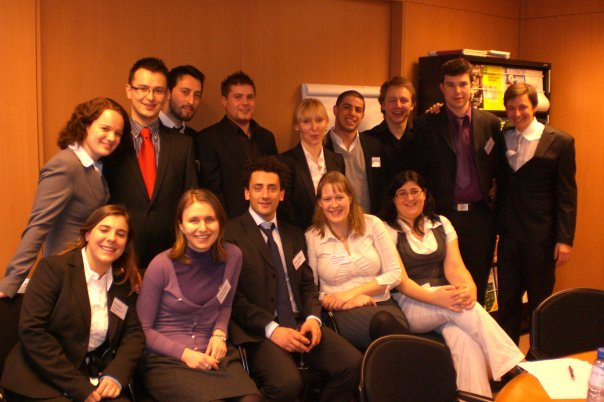
Vorstandschaft 2008/2009

- Vizepräsident für Öffentlichkeitsarbeit
- Aktueller Past President (ernannt)

#### Verbindungspersonen
Die Verbindungspersonen werden von den jeweiligen Mitgliederorganisationen gewählt oder ernannt und haben die Aufgabe, die Umsetzung von EPSA Projekten auf lokaler Ebene zu gewährleisten und den Kontakt zwischen der Nationalen Mitgliederorganisation und dem EPSA-Vorstand aufrechtzuerhalten. Diese Verbindungspersonen sind offizielle Delegierte, die bei der Generalversammlung Stimmrecht haben.

#### Arbeitsgruppen
Die Arbeitsgruppen wurden beim 27. jährlichen Kongress in Pomporovo Bulgarien eingerichtet. Jede Arbeitsgruppe besteht aus einem Abgeordneten jeder Mitgliedsorganisation und einem gewählten Vorsitzenden. Jede Gruppe widmet sich einem bestimmten Themengebiet von pharmazeutischer Relevanz und versucht somit, effektiv auf diesem Interessenfeld EPSA-Projekte zu etablieren. Es gibt sieben solcher Arbeitsgruppen: Professional Development, Public Health, Humanitarian, Pharmaceutical Sciences, Mobility, Pharmacy Education und Pharmacy Awareness.

#### Individual Mobility Project (IMP) Koordinierungsgremium
Das Individual-Mobility-Project-(IMP)-Koordinierungsgremium arbeitet daran, die Entwicklung des Projekts „IMP“ als Ganzes voranzutreiben. Es besteht aus einem übergeordneten IMP-Koordinator sowie nationalen/lokalen Koordinatoren als Vertretern ihrer jeweiligen Mitgliedsorganisationen. Der leitende Koordinator wird auf der jährlichen EPSA-Versammlung im April gewählt, während die lokalen Koordinatoren von den nationalen Mitgliedsorganisationen selbst gewählt oder ernannt werden.

#### Funktionäre
Sie sind verantwortlich für bestimmte administrative und bürokratische Aufgaben des Verbandes. EPSA hat fünf verschiedene Funktionäre in den Bereichen Informationstechnik, Design, Information, Aus- und Weiterbildung und Eventmanagement.

#### Prüfungsausschuss
Die EPSA-Konten werden vom Prüfungsausschuss geprüft, der seinen Bericht anschließend der Generalversammlung vorlegt. Der Prüfungsausschuss besteht aus mindestens zwei Personen, die vom Parlamentarischen Rat ernannt werden und möglichst aus unterschiedlichen Mitgliedsländern kommen.

#### Vorsitzender des Empfangskomitees
Der jährliche Kongress im April ist die wichtigste Veranstaltung im Jahreslauf des Verbandes. Diese Zusammenkunft wird sowohl von EPSA als auch von der Gastgeberorganisation geplant. Um einen reibungslosen Ablauf zu garantieren, wird von Seiten des Gastgebers ein Organisationsgremium gebildet. Dessen Vorsitzender wird zum offiziellen EPSA-Delegierten ernannt und zu Vorstandstreffen eingeladen mit dem Ziel, den EPSA-Vorstand möglichst eng mit dem Organisationsgremium zu verknüpfen.

#### Subkomitee für Finanzen
Das Subkomitee für Finanzen besteht aus maximal vier Personen einschließlich des Vorsitzenden. Aufgabe dieses Komitees ist es, die vom Vorstand oder der Generalversammlung aufgetragenen Aufgaben auszuführen. Der aktuelle Ausschuss besteht aus drei Personen, die in der Hauptsache damit beschäftigt sind, Fördermittel zu beantragen und Konzepte zur permanenten Mittelbeschaffung zu erstellen.

### Mitgliederorganisationen
Die ordentlichen Mitgliederorganisationen sind nationale Verbände von Pharmaziestudierenden, die aus europäischen Ländern stammen, die vom Europäischen Rat als unabhängige Staaten anerkannt werden. Der Verband hat ebenfalls sogenannte außerordentliche Mitglieder; hierbei handelt es sich um studentische Verbände, die nicht die Mehrheit der pharmazeutischen Fakultäten ihres Landes repräsentieren. In der Summe beläuft sich dies dann auf 41 ordentliche Mitgliederorganisationen in 33 Staaten:
- Armenian Pharmaceutical Students` Federation (ArmPSA)
- Akademischer Fachverein Österreichischer Pharmazeut_innen (AFÖP)
- Farmaceutica (Belgien)
- Student Association of Pharmacy Faculty Sarajevo (SAFF) (Bosnia and Herzegovina)
- Bulgarian Pharmaceutical Students’ Association (BPhSA)
- Croatian Pharmaceutical Students’ Association (CPSA)
- Cyprus International University Pharmacy Students’ Association (CIUPSA)
- Union of Pharmacy Students Brno (USF) (Tschechien)
- Association: Czech Pharmaceutical Students’ Association (CPSA)
- Students of Pharmaceutical Sciences (SOP) (Dänemark)
- Finnish Pharmaceutical Students’ Association (FiPSA)
- Association Nationale des Etudiants en Pharmacie de France (ANEPF)
- Bundesverband der Pharmaziestudierenden in Deutschland (BPhD)
- Greek Pharmaceutical Students Federation (GPSF)
- Hungarian Pharmaceutical Students’ Association (HuPSA)
- Irish Pharmaceutical Students’ Association (IPSA)
- Associazione Italiana Studenti di Farmacia (AISFA)
- Latvijas Farmacijas Studentu Asociacija (LPSA)
- Lithuanian Pharmaceutical Students’ Association (LtPSA)
- Lithuanian Pharmaceutical Students’ Association (LtPSA)
- Malta Pharmaceutical Students’ Association (MPSA)
- Union of students of Faculty of Pharmacy (USFP)
- Norwegian Pharmaceutical Students’ Association (NoPSA)
- Young Pharmacy Poland (YP)
- Associação Portuguesa de Estudantes de Farmácia (APEF)
- Associação dos Estudantes da Faculdade de Farmácia da Universidade de Lisboa (AEFFUL) (Portugal)
- Núcleo de Estudantes de Ciências Farmacêuticas da Universidade da Beira Interior (UBIPharma) (Portugal)
- Federația Asociațiilor Studenților Farmaciști din România (FASFR)
- Societatea Studenților în Farmacie București (SSFB)
- HCCM (Russland)
- National Association of Pharmacy Students - Serbia (NAPSer)
- SPSA  (Slowakei)
- Students’ Section of Slovenian Pharmaceutical Society (ŠSSFD)
- Federación Española de Estudiantes de Farmacia (FEEF)
- Swedish National Association of Pharmaceutical Students (SNAPS)
- association suisse des étudiants en pharmacie (asep)
- Koninklijke Nederlandse Pharmaceutische Studenten Vereniging (K.N.P.S.V.)
- Istanbul University Pharmaceutical Students’ Association
- Marmara University Pharmaceutical Students’ Association (MUPSA)
- Association of Hacettepe University Pharmacy Students (AHUPS)
- Association: British Pharmaceutical Students’ Association (BPSA)

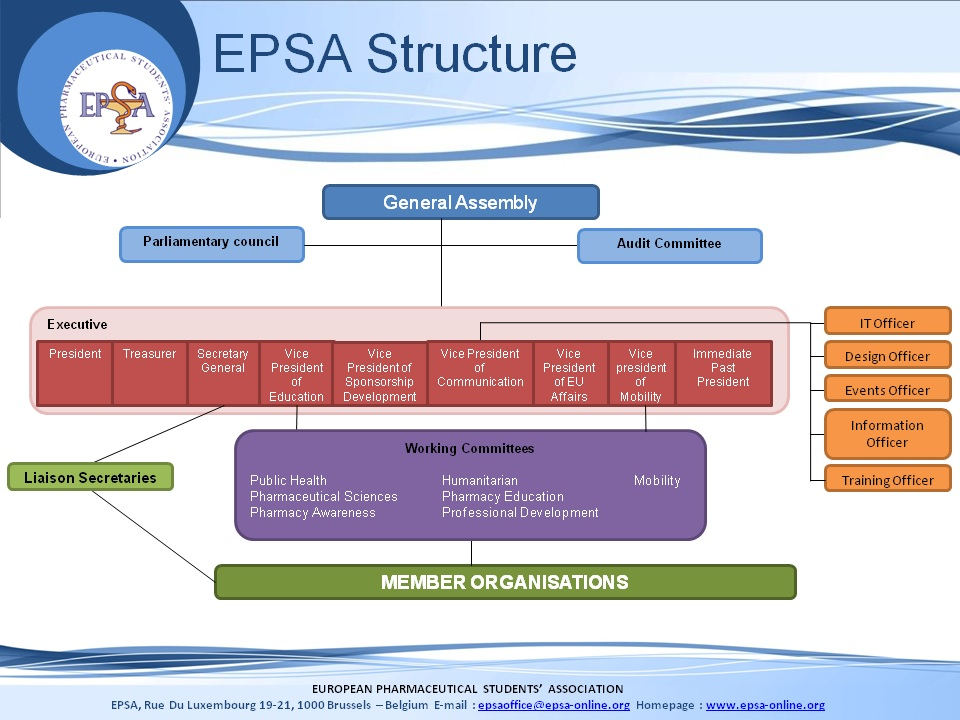
Organigramm

### Kuratorium
Das Kuratorium setzt sich aus berufstätigen Pharmazeuten zusammen, die den EPSA-Vorstand mit ihrem Fachwissen und ihren Kontakten unterstützen. Die Mitglieder sind:
- Bart Rombaut
- Dick Tromp
- Jaka Brumen
- Ian Bates
- Hubertus Cranz
- John Chave
- Roberto Frontini
- Franciska Desplenter
- Raisa Laaksonen
- Hans Linden
- Brigitte Franke-Bray

### Ehrenmitglieder
Die Ehrenmitgliedschaft wird Personen zuteil, die besondere Leistungen für den Verband erbracht haben. Die Ehrenmitglieder werden von der Generalversammlung mit einer Zwei-Drittel-Mehrheit gewählt. Aktuelle Ehrenmitglieder sind:
- 2000 Niamh Fitzgerald
- 2001 Ivana Silva
- 2002 Diogo Cruz
- 2002 Michael Gafa
- 2003 Sean McAteer
- 2003 Lucija Sotosek
- 2004 Jorrit Peter Neumann
- 2006 Timo Mohnani
- 2007 Vaiva Deltuvaitė
- 2007 Jaka Brumen
- 2008 Alena Petrikova
- 2009 Boštjan Čeh
- 2009 Jūratė Švarcaitė

## Veranstaltungen

### Jährlicher Kongress
Der jährliche Kongress ist die größte und wichtigste Veranstaltung der Organisation. Er findet gewöhnlich im April statt und dauert eine Woche. Hier haben alle Mitglieder die Möglichkeit, sich zu treffen und über EPSA sowie ihren Berufsstand im Allgemeinen zu diskutieren. Der Kongress beinhaltet zudem ein Bildungsprogramm (Workshops und Trainings), ein soziales Rahmenprogramm und ist außerdem der Termin, an dem die erste Generalversammlung des neuen Jahres abgehalten wird. In diesem Jahr findet der 33. Jahreskongress in Krakau in Polen statt, und zwar vom 26. April bis zum 2. Mai 2010. Während des Kongresses wird das neue EPSA-Team für eine Amtszeit von einem Jahr von den ordentlichen Mitgliedern gewählt.

### Herbstversammlung
Die Herbstversammlung findet in der Regel im Oktober statt und ist die zweitwichtigste Veranstaltung. Der Zweck dieser Zusammenkunft ist es vor allem, in der zweiten Jahreshälfte auf die Arbeit des Verbandes zurückzublicken und sich neu für die Arbeit zu motivieren. Während der Herbstversammlung wird auch die zweite Generalversammlung des Jahres abgehalten. Seit 2004 wird die Herbstversammlung in Zusammenarbeit mit der ESCP (European Society of Clinical Pharmacy – Europäische Gesellschaft für klinische Pharmazie) organisiert und gibt somit Raum für drei zusammengefasste Veranstaltungen: den zweiten jährlichen EPSA-Kongress, das EPSA/ESCP-Symposium und das ESCP-Symposium. 2009 organisierte EPSA diese Veranstaltung erstmals auch in Zusammenarbeit mit der DIA (Drug Information Association).

### Sommeruniversität
Sie findet als weitere wichtige Veranstaltung meist im Juli statt und zeichnete sich vor allem durch wissenschaftliche Vorträge und ein gesellschaftliches Rahmenprogramm aus. Anders als bei den anderen Treffen wird während der Sommeruniversität keine Generalversammlung abgehalten. 2009 fand die Sommeruniversität bereist zum 11. Male statt.

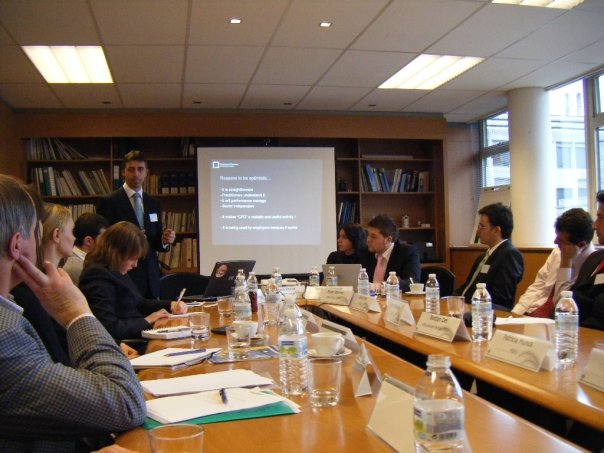
Jährlich stattfindender Empfang

### Jahresempfang
Der Jahresempfang (Annual Reception) findet jedes Jahr im Februar in Brüssel statt. Es geht hierbei vor allem darum, dass das Team seine Arbeit und seine Projekte dem Kuratorium, den Partnern und all denen vorstellt, die Interesse an der Arbeit des EPSA haben. An einem Runden Tisch, dem der Präsident vorsitzt, werden Arbeit und Projekte mit den Kooperationspartnern diskutiert. Jedes Jahr wird vom Vorstand für diesen Empfang ein bestimmter Schwerpunkt gewählt; in der Amtsperiode 2009/2010 war das Thema „EPSA-IMP-Projekt“.

### WHSS – World Healthcare Students’ Symposium
Das WHSS ist eine multiprofessionelle viertägige Konferenz, die Studenten aus dem Gesundheitssektor zusammenbringt. Das erste Symposium dieser Art fand vom 7. bis zum 12. November 2005 auf Malta statt; hier trafen sich 230 Medizin-, Pharmazie- und Krankenpflegestudenten aus 42 Ländern. Hauptziel war es, die Gesundheitsberufe stärker zu vernetzen und eine Diskussions- und Handlungsbasis für interdisziplinäre Patientenbetreuung zu schaffen. Viele Studentenorganisationen wie EPSA sind an der Organisation des WHSS beteiligt, so beispielsweise auch die International Federation of Medical Students’ Associations (IFMSA), International Pharmaceutical Students’ Federation (IPSF), die European Nursing Students’ Association (ENSA), die International Council of Nurses – Student Network (ICN-SN) und die European Medical Students’ Association (EMSA).

## Veröffentlichungen

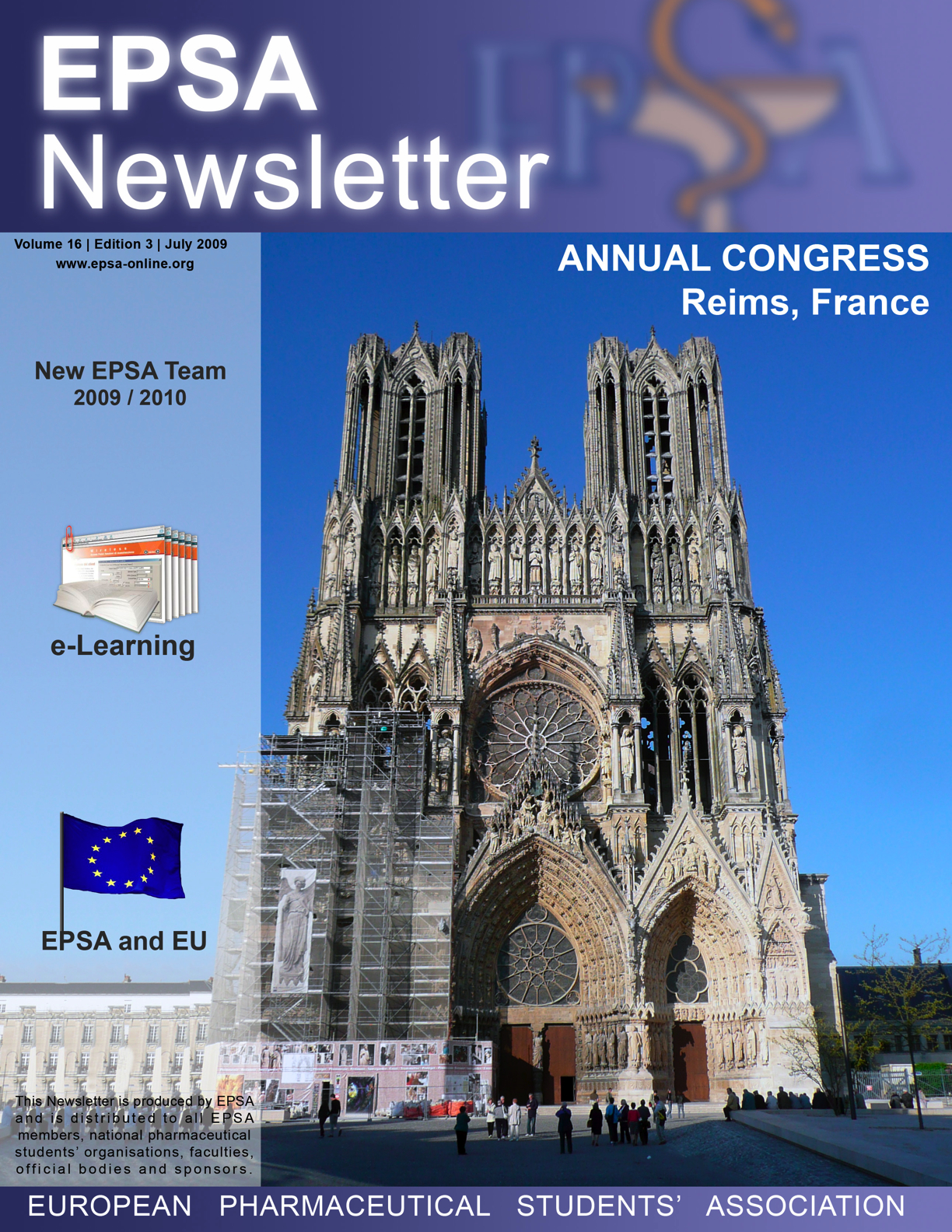
EPSA-Newsletter

### Newsletter
Der Newsletter ist das öffentliche Informationsorgan der Organisation und wird dreimal im Jahr herausgegeben und an alle Mitglieder, Kooperationspartner und Sponsoren verteilt. Der Newsletter enthält Artikel der EPSA-Delegierten, der Mitglieder und solche von Fachleuten und versucht somit einen Erfahrungsaustausch zwischen diesen Gruppen. Zudem bietet der Newsletter Studierenden der Mitgliedsorganisationen die Möglichkeit, Ideen und Erfahrungen zu teilen und auszutauschen. Zusätzlich gibt der Newsletter Informationen über pharmazeutisch relevantes politisches Geschehen in Europa und über bevorstehende Veranstaltungen.
Jede Mitgliedsorganisation erhält Kopien des Newsletters, die an die Studenten und Interessierte weiterverteilt werden können. Die Gesamtauflage pro Ausgabe beträgt 5000 Exemplare.

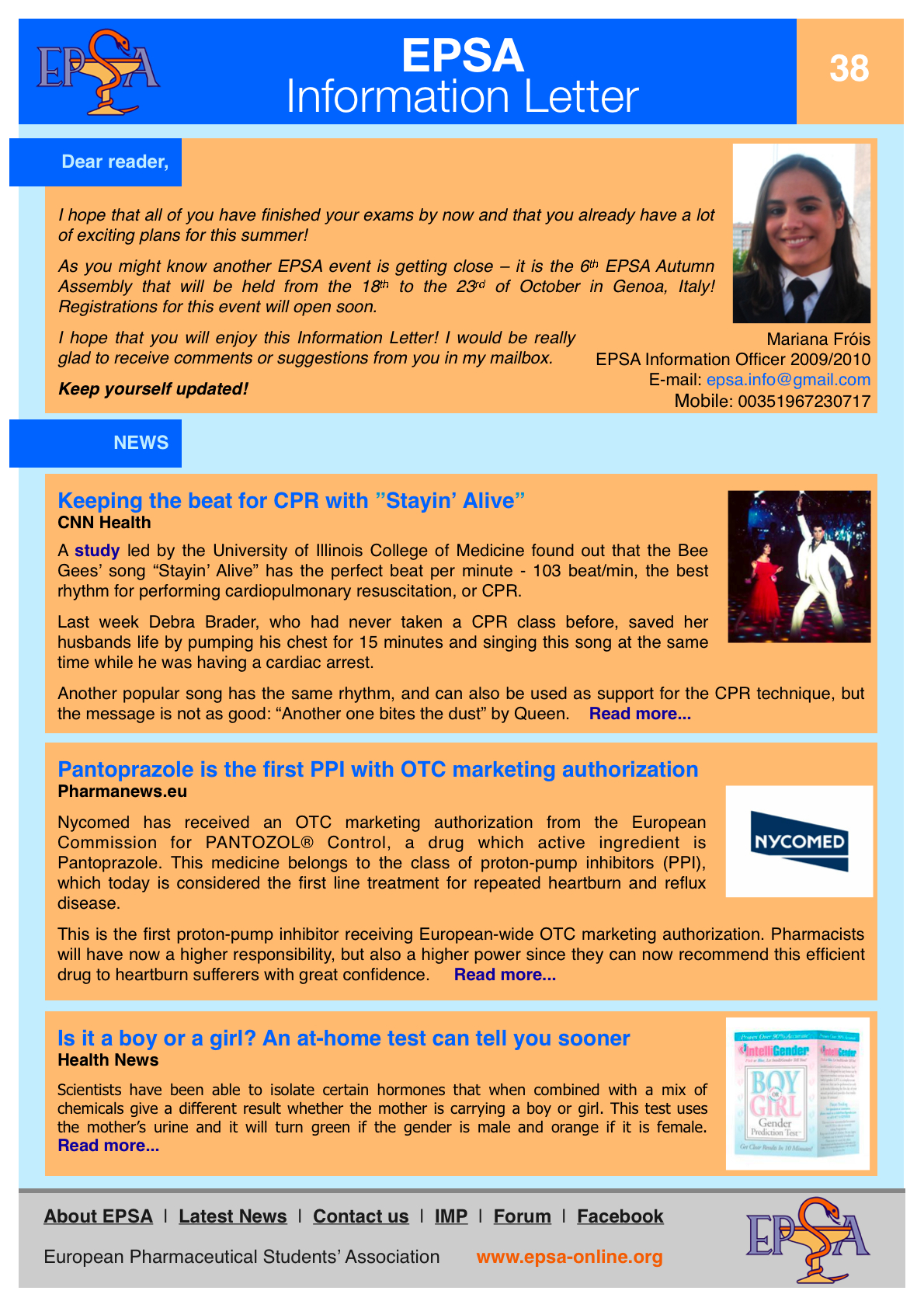
Informationsbrief

### Informationsbrief
Der Informationsbrief enthält Informationen für europäische Pharmaziestudierende. Er wird jeden Monat vom Information Officer herausgegeben und enthält aktuelle EU-politische sowie relevante wissenschaftliche Informationen. Der Brief wird per E-Mail an alle Studenten, Dozenten und Berufstätige in der Pharmazie, die der EPSA-News-e-group angehören, versandt und ist darüber hinaus auch auf der offiziellen EPSA-Homepage verfügbar.

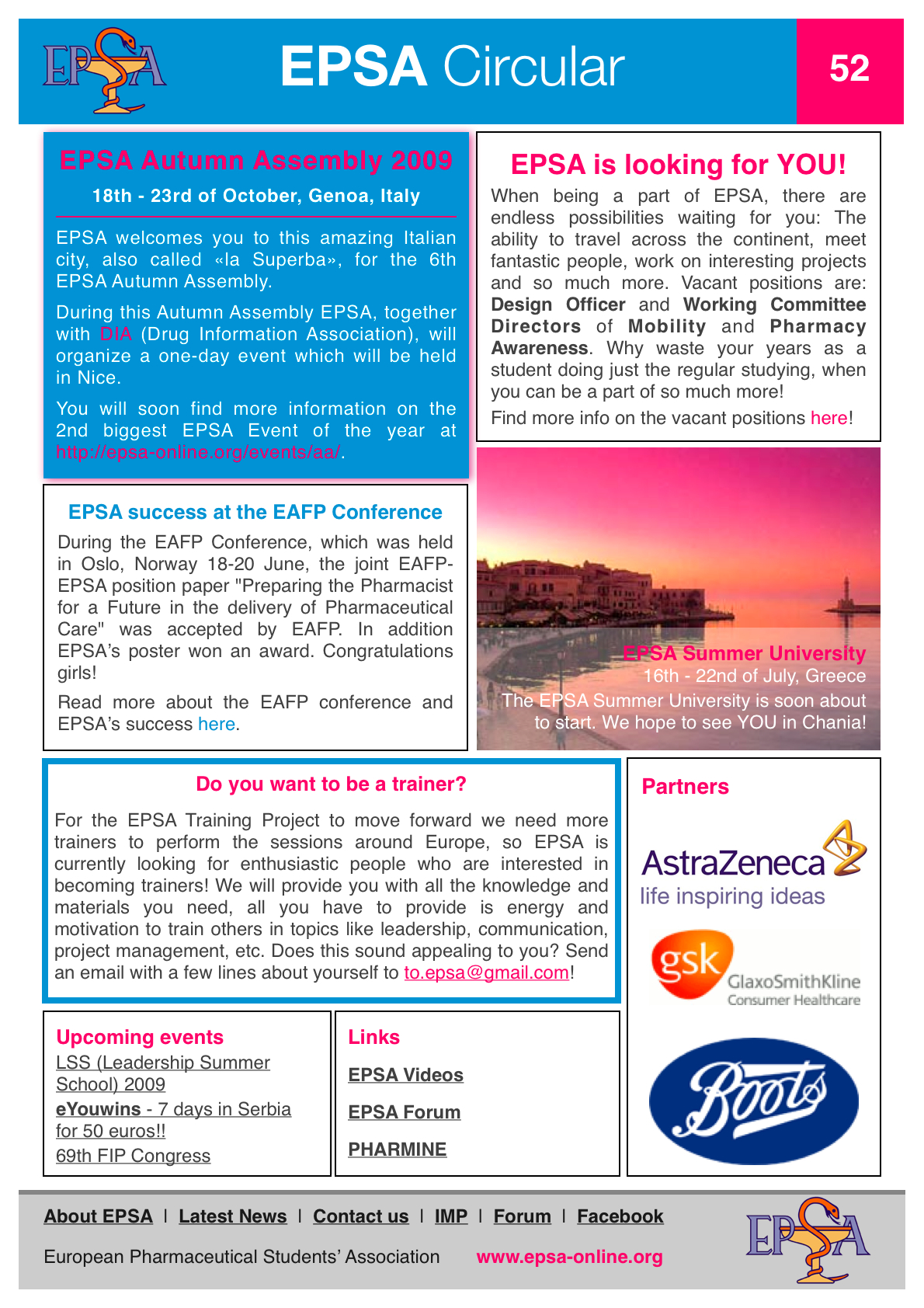
EPSA-Rundschreiben

### Rundschreiben
Das Rundschreiben enthält die wichtigsten aktuellen Informationen über EPSA-Projekte und Aktivitäten. Es ist eine Plattform, um für EPSA-Arbeit zu werben und aktuelle Resultate zu präsentieren. Der Brief wird zweimal im Monat ebenfalls per E-Mail an alle Mitglieder versandt, die der EPSA-News-e-group angehören, und ist darüber hinaus auch auf der offiziellen EPSA-Homepage verfügbar. Jede Mitgliedsorganisation erhält eine elektronische Form des Briefes und soll ihn eigenverantwortlich an die Studierenden weiterverteilen.

### Jahresbericht
Der Jahresbericht stellt eine Übersicht über alle vom EPSA-Team während seines Mandates getroffenen Entscheidungen dar. Das schließt die Arbeitsergebnisse von Workshops sowie die Ergebnisse des jährlichen Fragebogens mit ein. Für Zusammenstellung und Veröffentlichung dieses Berichts ist der aktuelle „Past President“ verantwortlich; er wird an alle Studenten, kooperierenden Organisationen, EPSA-Mitglieder und alle pharmazeutischen Fakultäten in Europa versandt. Der Bericht gilt als offizielles Sprachrohr der europäischen Pharmaziestudierenden und dient zur eindeutigen Positionierung in Hinblick auf spezielle Themen.

## Projekte

### Individual Mobility Project (IMP)
Das IMP-Projekt ist ein langfristig angelegtes Projekt, das vor allem Pharmaziestudenten im Hauptstudium und Studierenden, die bereits einen Abschluss haben, die Möglichkeit geben soll, im Ausland praktische Erfahrungen auch in der Forschung zu sammeln. Zusätzlich bietet IMP somit eine Möglichkeit, europäische Vielfalt zu erleben, wie es auch stets von der Europäischen Kommission angeregt wird.
Das Projekt erlaubt den Studierenden der EPSA-Mitgliedsstaaten, die sich am IMP beteiligen, berufliche Erfahrungen zu sammeln, auch im Rahmen des Praktischen Jahres. Das Projekt kann in der pharmazeutischen Industrie, einer öffentlichen Apotheke oder an universitären Einrichtungen für 2 bis 12 Monate durchgeführt werden.

### Jährliche Umfrage
Jedes Jahr wird ein bestimmtes Thema für die Umfrage (Annual Questionnaire) ausgewählt. Der Fragebogen wird dann an die Mitgliedsorganisationen verteilt, die ihn an ihre Studenten aushändigen. Die Ergebnisse werden nach Auswertung der Bögen berufsständischen Organisationen präsentiert.

### Lifelong Learning Certificate – Zertifikat für lebenslanges Lernen
Das „Zertifikat für lebenslanges Lernen“ bietet Pharmaziestudierenden, die schon während ihres Studiums an Fortbildungsveranstaltungen und Bildungsmaßnahmen von EPSA teilnehmen, die Möglichkeit, dafür sogenannte Credit-Punkte zu sammeln. Zudem wird so schon früh zu lebenslanger Fortbildung angeregt. Jeder, der in einem Jahr (von April bis März) fünf Fortbildungspunkte nachweisen kann, erhält das LLC-Zertifikat.

### Training Camps
Dieses neue Konzept wurde 2005 eingeführt. Training Camps sind Workshops zu Themen, die im eigentlichen Curriculum der Pharmazie nicht enthalten sind, wie z. B. Projektmanagement, Kommunikation und Beratung, und ermöglicht so den Studierenden, zusätzliche Soft Skills zu erlernen. Die teilnehmenden Studierenden werden dabei auch zu Ausbildern geschult. So kann das erworbene Wissen auf nationaler Ebene weitergegeben werden. 2009 wurde speziell zur erfolgreichen Durchführung dieser Camps eine neue Position im EPSA-Team geschaffen, nämlich die des „Training officers“.

### EPSA Super-Duper-Datenbank
Dieses Projekt hat zum Ziel eine Online-Datenbank mit allen relevanten Informationen für EPSA und die Mitglieder aufzubauen. Diese Datenbank soll auf der EPSA-Homepage zur Verfügung stehen und für alle europäischen Pharmaziestudierenden zugänglich sein. Sie soll Informationen über die unterschiedlichen Curricula der europäischen Staaten enthalten (Semesteranzahl, Lehrplan), sowie Informationen über das Berufsbild des Pharmazeuten (Liste über pharmazeutische Organisationen im jeweiligen Land, wichtige Institutionen im Gesundheitswesen, Apothekerdichte etc.) und die spezifischen Charakteristika der jeweiligen Mitgliedsstaaten (Währung, Klima, Lebenshaltungskosten…).
Diese Informationen sollen vor allem Studenten, die an einem Auslandsaufenthalt interessiert sind, weiterhelfen; alle Informationen werden während der Mandatszeit vom EPSA-Team gesammelt und in der Datenbank archiviert.

### Alumnidatenbank
Das Alumni-Projekt hat das Ziel, die Organisation zu vernetzen und für Fortbildungsveranstaltungen zu gewinnen.
Ein Alumni-Wochenendworkshop während des Jahreskongresses soll angeboten werden; ebenso soll ein Alumni-Magazin gegründet werden, und eine Sparte auf der EPSA-Homepage soll ganz dem Thema gewidmet werden. Zusätzlich soll eine Online-Plattform eingerichtet werden, auf der alle relevanten Informationen zum Alumni-Projekt zusammengetragen werden – die EPSA Alumni Datenbank.

### Pharmine Projekt
Das Pharmine-Konsortium besteht aus vier Universitäten (Brüssel, Nancy, London und Lissabon), die Mitglieder im Europäischen Verband der pharmazeutischen Fakultäten (European Association of Faculties of Pharmacy (EAFP)) sind. Pharmine untersucht die Möglichkeit, die Prinzipien des Bolognaprozesses in der Pharmazeutischen Ausbildung umzusetzen, und versucht, die Ausbildung an die zukünftigen Anforderungen an die pharmazeutische Fachkompetenz in den drei Kerngebieten – öffentliche Apotheke, Krankenhausapotheke und pharmazeutische Industrie – anzupassen. EPSA ist ein wichtiger Kooperationspartner von Pharmine, der das Konsortium bei der Durchsetzung seines Ziels unterstützt. Dieses ist: die Erarbeitung eines einheitlichen Curriculums für die Pharmazieausbildung in der EU, der dann der Europäischen Kommission, nationalen Entscheidungsinstanzen und Berufsverbänden präsentiert werden soll.

### TWINNET-Projekt
Das Projekt ist darauf ausgelegt, dass sich Studierende der Pharmazie aus unterschiedlichen Ländern während einer kurzen Zeit kulturell austauschen können. Der Austausch kann bilateral (TWIN), trilateral (THREEN) oder multilateral (QUATRINO, MULTI-Exchange Projekte) sein. Für das laufende Jahr wird jeweils während der ersten Generalversammlung ein Thema als roter Faden für den Austausch gewählt. Für die Organisation und Durchführung des Projektes sind die Verbindungspersonen der teilnehmenden Mitgliedsorganisationen zuständig. Hilfe erhalten sie hierbei vom Vizepräsidenten für soziale Mobilität, der beim Beantragen von Fördergeldern zur Seite steht.

### Monthly Question Overview
Der Monthly Questions Overview ist ein informativer Brief, der jeden Monat vom Vizepräsidenten für Bildung veröffentlicht wird und einen Überblick über die aktuelle Arbeit der Arbeitsgruppen (s. o.) enthält. Die Vorsitzenden der Arbeitsgruppen schicken, nachdem sie ihren monatlichen Bericht verfasst haben, ein kurzes Resümee an den Vizepräsidenten, das dann dem o. g. Overview beigefügt wird, um jedem einen Einblick über die Entwicklungen im letzten Monat zu ermöglichen. Der Brief wird über die EPSA-Newsgruppe verteilt.

## Lobbyarbeit in der EU
Die Organisation betreibt Lobbyarbeit.
So steht EPSA auch im Kontakt mit mehreren Mitarbeitern der EU-Kommission (DG SANCO [Directorate General for Health and Consumer Affairs] und DG ENTR [Directorate General Enterprise and Industry]) und Abgeordneten des Parlaments, um die EPSA-Standpunkte bezüglich Pharmakovigilanz und Pharmaceutical Care zu verdeutlichen.

## EPSA-IPSF
IPSF International Pharmaceutical Students’ Federation repräsentiert 350.000 Pharmaziestudierende und Vorexaminierte aus 75 Ländern weltweit. IPSF ist ein Interessenverband für Pharmaziestudierende und wie EPSA eine gemeinnützige Nichtregierungsorganisation ohne politische oder religiöse Ausrichtung. Die Präsidenten von EPSA und IPSF unterzeichnen alle zwei Jahre ein Memorandum of Understanding, das die gegenseitige Einladung zu einem Vorstandstreffen der jeweiligen Organisation zusichert und festlegt, dass bei einem solchen Treffen Raum für Gespräche über die zukünftige Zusammenarbeit der beiden Organisationen eingeplant wird.
Das Dokument definiert darüber hinaus Maßnahmen zur permanenten Kommunikation zwischen EPSA und IPSF, etwa durch gemeinsame Veröffentlichungen und Veranstaltungen.
EPSA und IPSF arbeiten auch bei der Organisation des WHSS zusammen; 2009 richteten beide Organisationen im Rahmen der EPSA-Herbsversammlung einen gemeinsamen Fortbildungstag aus.